# Mangora vianai
Mangora vianai là một loài nhện trong họ Araneidae.
Loài này thuộc chi Mangora. Mangora vianai được Herbert Walter Levi miêu tả năm 2007.